# Vysoká (Moravia-Slesia)
Vysoká (in tedesco Waissak) è un comune della Repubblica Ceca facente parte del distretto di Bruntál, nella regione della Moravia-Slesia.